# Heimatmuseum Lutter am Barenberge
Das Heimatmuseum Lutter am Barenberge ist ein Heimatmuseum in Lutter am Barenberge, einem Ortsteil der Stadt Langelsheim im Landkreis Goslar in Niedersachsen. Betreiber des Museums ist der Museums- und Kulturverein Lutter am Barenberge e.V.

## Ausstellungen
Das Museumsgebäude beherbergt auf drei Etagen in 14 Räumen mit etwa 300 m² Ausstellungsfläche mehrere hundert Exponate. Die Abschnitte der Dauerausstellung umfassen die Themen Geschichtsraum Lutter, Schlacht bei Lutter, Schuhmacherwerkstatt, altes Klassenzimmer, Schneiderwerkstatt, Schlafkammer, Kinderzimmer, 1950er Jahre Wohnzimmer, Die gute alte Stube um 1900, Omas alte Küche sowie ein Fotolabor.

## Geschichte des Museums
1965 begann der Lehrer Hans Ohlendorf, Gegenstände aus der Vergangenheit Lutters am Barenberge zu sammeln. 1969 wurde ihm ein Raum in der Grundschule Lutter durch als kleines Museum (Heimatstube) zur Verfügung gestellt. Das ständige Anwachsen der Sammlungen führte dazu, dass 1982 ein zweiter Raum verfügbar gemacht wurde. Nun wurden auch sporadisch Sonderausstellungen angeboten. Ab 1985 standen drei Räume zur Verfügung, die ca. 850 Exponate sowie ca. 250 alte Bilder enthielten. Nach dem Erwerb des Hauses Bahnhofstraße 2 durch den Flecken Lutter 1988 erfolgte noch im selben Jahr der Umzug dorthin. Um der Größe des Museums und dem damit einher gehenden Arbeitsaufwand zu bewältigen, wurde am 7. September 1989 der Verein der Museumsfreunde e.V. gegründet. Unter dem damaligen 1. Vorsitzenden Günter Weiß folgten der Ausbau des Gebäudes, die Erweiterung der Dauerausstellung sowie zahlreiche Veranstaltungen und Sonderausstellungen. Ein Archiv der Samtgemeinde wurde in den Räumen des Museums untergebracht. 1999 erfolgte ein Wechsel an der Spitze. Auch unter dem neuen Vorsitzenden Horst Züchner folgten weitere Umbauten, Änderungen und Ergänzungen der Räume und des Gebäudes. Um die Zukunft des Museums weiterhin zu sichern und das Angebot auch in Hinsicht auf kulturelle Veranstaltungen zu erweitern, wurde am 1. April 2009 die Satzung geändert und der Name in Museums- und Kulturverein Lutter am Barenberge e.V. geändert. Es finden regelmäßig Vorträge, Lesungen, Theatervorführungen, Zaubershows und Musikveranstaltungen im Museum statt.